# المواجهات بين أنتيغونوس والأنباط
كانت المواجهات بين أنتيغونوس والأنباط ثلاث مواجهات بدأها الجنرال اليوناني أنتيغونوس الأول ضد الأنباط العرب في عام 312 قبل الميلاد. وبعد وفاة الإسكندر الأكبر عام 323 قبل الميلاد، كانت إمبراطوريته متنازع عليها بين جنرالاته، بمن فيهم أنتيغونوس، الذي سيطر على بلاد الشام لفترة من الزمن.
وبعد الوصول إلى إدوم، إلى الشمال مباشرة من البتراء، أصبح أنتيغونوس مدركاً لثروة الأنباط، الناتجة عن قوافل تجارة التوابل. لم تصل الغارات الثلاث ضد الأنباط إلى شيء أو انتهت بكارثة لليونانيين.

## الخلفية
بعد وفاة الإسكندر الأكبر عام 323 قبل الميلاد، انقسمت إمبراطوريته بين جنرالاته. وأثناء الصراع بين جنرالات الإسكندر، غزا أنتيغونوس الأول بلاد الشام وهذا ما دفعه إلى حدود إدوم، شمال البتراء. أصبح أنتيغونوس مدركًا لثروة الأنباط، وهي قبيلة عربية بدوية تعيش في المنطقة الصحراوية القريبة. مصدر هذه الأحداث هو المؤرخ اليوناني ديودور الصقلي، الذي استخدم تعليقًا من أحد الجنرالات اليونانيين المشاركين في المواجهات.
لقد وَلَّد الأنباط ثروة من طريق التجارة التي مرت عاصمتهم البتراء. تم نقل اللبان والمر والبهارات الأخرى في قوافل من العربية السعيدة، عبر شبه الجزيرة العربية، عبر البتراء وإلى ميناء غزة لشحنها إلى الأسواق حول البحر الأبيض المتوسط. فرض الأنباط ضرائب على القوافل ووفروا الحماية التي دفعوا مقابلها.

## المواجهة الأولى
قام أنتيغونوس بتعيين أحد ضباطه، أثينيوس، لمهاجمة الأنباط وأخذ قطعانهم كغنيمة. سار أثينيوس مع 4000 رجل و600 فارس في البتراء، معقل الأنباط، أثناء الليل بينما كان الرجال النبطيون يتاجرون بعيدًا. وبعد وصوله من يهودا وبعد ثلاثة أيام من السفر لمسافة 160 كم، استحوذ أثينيوس على المكان بسهولة حيث كان هناك نساء وأطفال فقط، وكانت القوات محملة بنفس قدر اللبان والمر الذي سمحت به حيواناتهم وسرقوا حوالي 13.7 طنًا من الفضة.
وجدت النساء والأطفال النبطيون أنهم تم بيعهم كعبيد. أعاد أثينيوس وقواته تجميع صفوفهم عندما حل الفجر وانطلقوا إلى المكان الذي أتوا منه، وجعلوا خيمهم على بعد حوالي 36 كم، على افتراض أنهم كانوا بسلام بعيدًا عن الأنباط. وبعد رصدهم من قبل بعض البدو أثناء مغادرتهم، جاء 8000 جندي من سلاح الفرسان النبطي، متفوقين على الخيول في مثل هذه التضاريس القاحلة، لمطاردتهم بعد ساعات فقط. لقد هرب عدد قليل من السجناء من المخيم ليلًا وتمكنوا من إبعاد القوة النبطية عن مكان المخيم. استعمل الإغريق بالرماح بينما كانوا نائمين، وأطلقوا سراح العائلات. بناءً على هيرونيموس، وصف ديودوروس كيف «تم قتل جميع جنود المشاة البالغ عددهم 4000 جندي، ولكن من بين 600 فارس هرب حوالي خمسين، وأصيب الجزء الأكبر منهم».
أرسل الأنباط رسالة شكوى باللغة الآرامية، اللغة المشتركة للشرق الأوسط القديم، إلى أنتيغونوس. جادلت الرسالة بأن الأنباط لم يكونوا يريدون الحرب، لكنهم اضطروا لمهاجمة الإغريق دفاعًا عن النفس. أجاب أنتيغونوس أن أثينيوس تصرف من تلقاء نفسه وأن الأنباط كانوا معذرين حقًا.

## المواجهة الثانية

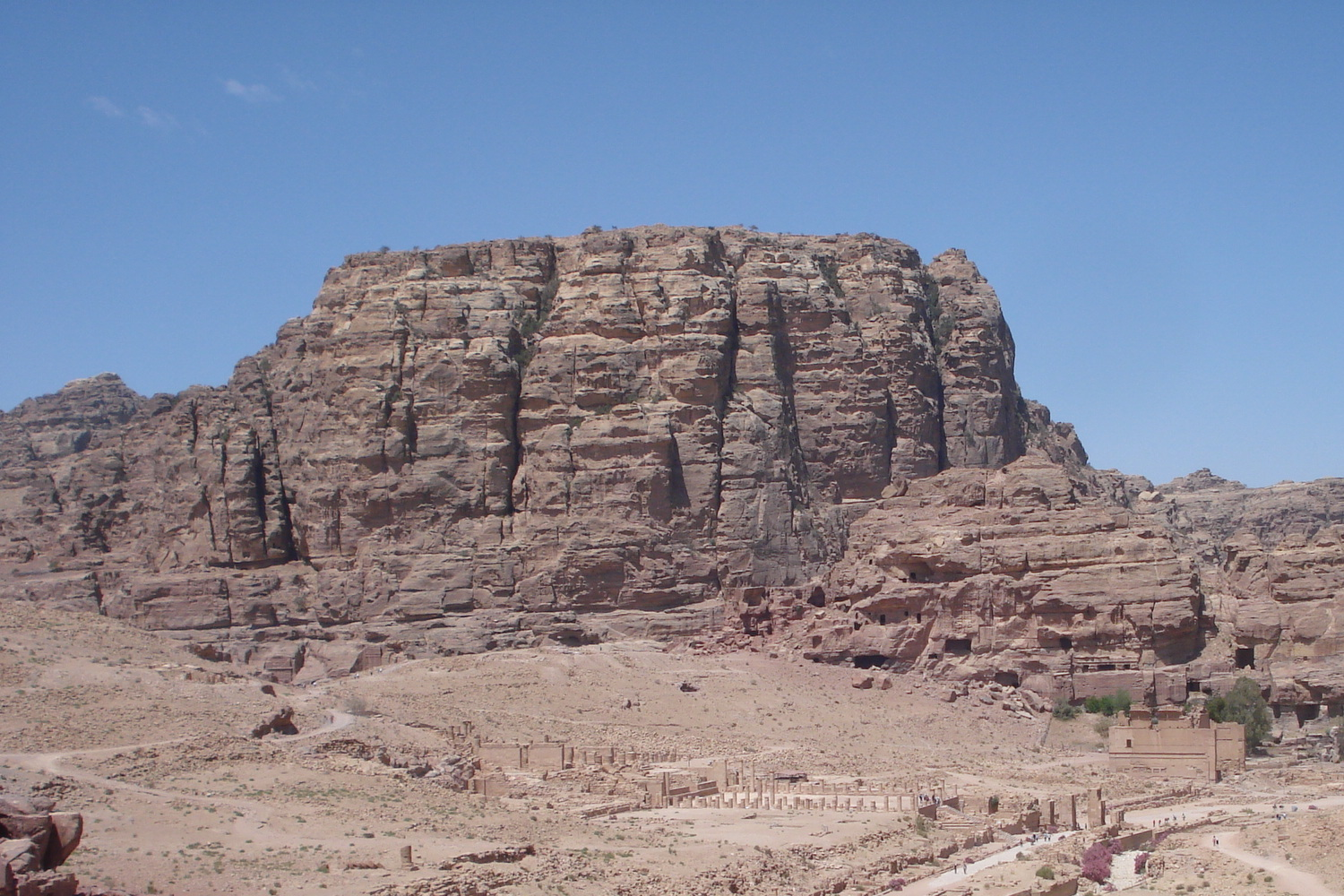
جبل أم البيرة في البتراء، من المحتمل أن يكون موقع المواجهة الثانية.

ومع ما قاله أنتيغونوس للأنباط، فقد أرسل بعد ذلك ابنه ديميتريوس مع 4000 فارس و4000 من المشاة في مسيرة نحو أرض الأنباط. كانت القوة مسلحة تسليحًا خفيفًا وتم تزويدها بالمواد الغذائية. ومع ذلك، نظر الأنباط إلى رسالة أنتيغونوس السابقة بانعدام الثقة، وأنشأوا بؤرًا استيطانية أعلى الجبل. بعد ثلاثة أيام، تجمع اليونانيون للمعركة قبل أن يفاجئوا يأن على العرب على استعداد تام لمواجهتهم. لقد أرسلوا قطعانهم وجمعوا ما تبقى من ثروتهم على جبلٍ عالٍ احتجزه المقاتلون الذين تمكنوا من صد عدد من الاعتداءات.
بحلول اليوم التالي، طالب ديميتريوس، المعروف للعالم اليوناني باسم «بيزير»، بتقديم السجناء السياسيين والهدايا الثمينة كجزية. ومع ذلك، لم يتلق الجزية المطلوبة وانسحب. كتب مؤرخ يونانيفلوطرخس في وقت لاحق: «من خلال قيادة ديمتريوس اللطيفة والحازمة، فقد تغلب على البرابرة لدرجة أنه استولى منهم على 700 جمل وكميات كبيرة من الغنائم وعاد في أمان».

## المواجهة الثالثة

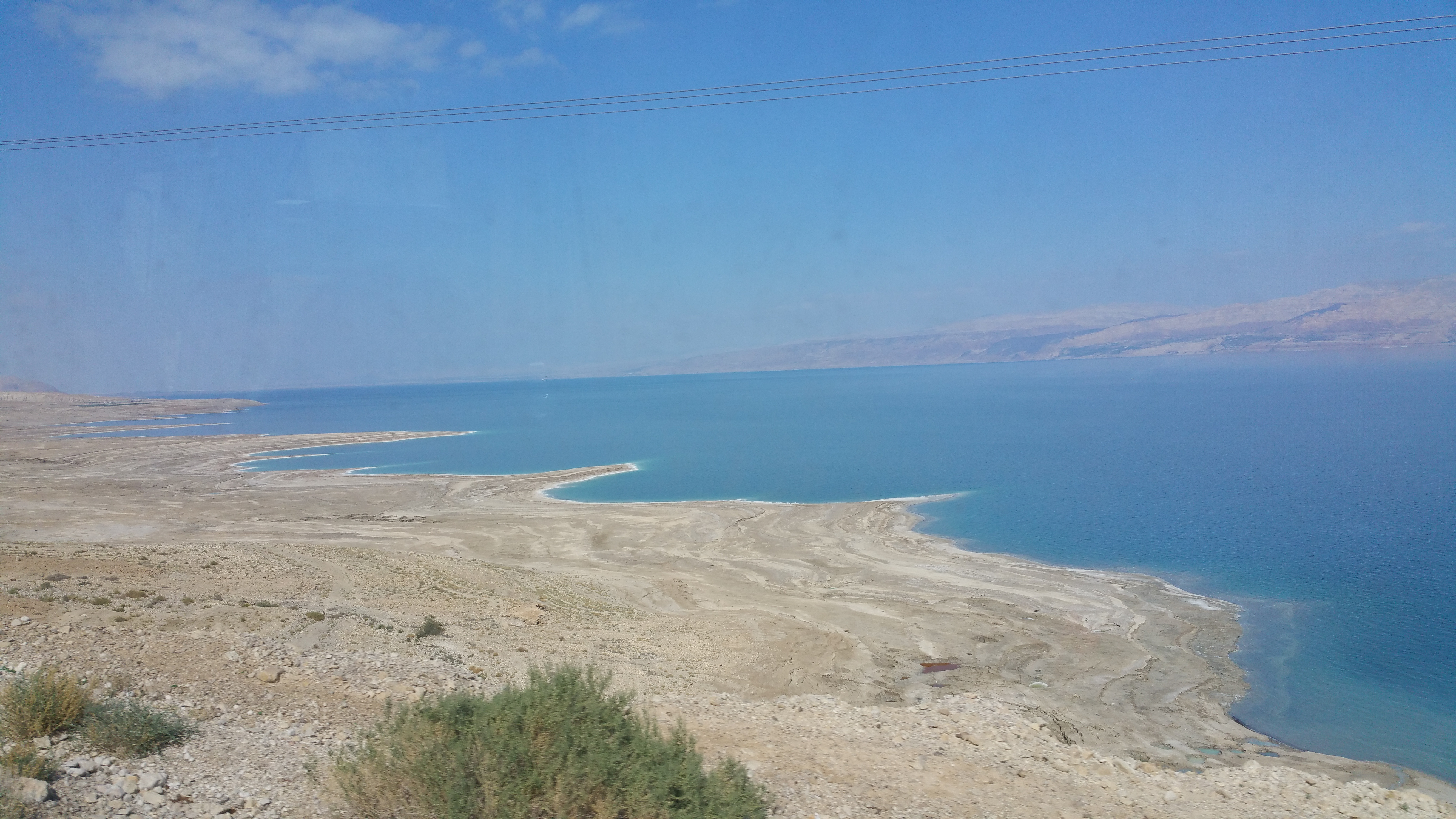
منظر للبحر الميت.

بقي ديميتريوس في البحر الميت بعد انخراطه الفاشل مع الأنباط، لمعرفة المزيد عن صناعة القار. كانت بقايا البيتومين التي تطفو بشكل عشوائي على السطح تجعل سكان المنطقة، بما في ذلك الأنباط، يخرجون في قوارب لجمع العينات التي كانت سلعة باهظة الثمن في العالم القديم. أبلغ ديميتريوس والده عن هذه الصناعة المربحة وكيف يمكن تسخيرها لدعم طموحاته الإمبريالية. أرسل أنتيغونوس بعثة استكشافية بقيادة هيرونيموس إلى البحر الميت. قام الأنباط، الغاضبون من توغل يوناني آخر، بقتل معظم البعثة باستخدام سهام النار. في ضوء هذه الهزيمة، تخلى أنتيغونوس عن خططه، حيث كان مشغولاً بأمور أكثر أهمية.

## العواقب
أثناء معركة إبسوس عام 301 قبل الميلاد، خسرت الأسرة الأنتيغونية أمام تحالف يوناني ضم السلوقيين. انتهت سلسلة الحروب بين الجنرالات اليونانيين في أراضي الأردن المعاصرة المتنازع عليها بين البطالمة المتمركزين في مصر وبين السلوقيين المتمركزين في سوريا. بعد ذلك بوقت طويل، انخرط الأنباط مرة أخرى مع الإغريق، ولكن مع السلوقيين الذين سقطوا بشكل نهائي هذه المرة. وفي عام 84 قبل الميلاد، حقق الأنباط انتصارًا حاسمًا على السلوقيين في معركة قانا حيث قُتل الملك السلوقي أنطيوخوس الثاني عشر.